# Panavia Tornado
Panavia Tornado – rodzina dwusilnikowych, odrzutowych samolotów myśliwsko-bombowych i ciężkich, dwumiejscowych samolotów myśliwskich o zmiennej geometrii skrzydeł wyprodukowanych przy współpracy Wielkiej Brytanii, Niemiec i Włoch. Istnieją trzy główne wersje samolotów Tornado: wersja szturmowa Tornado IDS (ang. Interdictor/Strike), wersja przechwytująca Tornado ADV (ang. Air Defense Variant) oraz wersja przeznaczona do walki elektronicznej Tornado ECR (ang. Electronic Combat/Reconaissance).

## Historia
Rodowód samolotu Tornado jest złożony. Po drastycznych cięciach budżetu wojskowego Wielkiej Brytanii pod koniec lat 50. i 60. XX wieku i zaprzestaniu rodzimych projektów, brytyjski przemysł lotniczy nie był w stanie samodzielnie wytworzyć nowoczesnego odrzutowego samolotu bojowego, mogącego zastąpić starzejące się bombowce Canberra i wypożyczone od Amerykanów myśliwce F-4 Phantom II. Brytyjczycy postanowili szukać kooperantów na kontynencie: w 1966 r. zawiązali z Francuzami konsorcjum SEPECAT, które stworzyło lekki samolot szturmowy Jaguar. Strona francuska wycofała się jednak z negocjacji projektu samolotu AFVG (Anglo-French Variable Geometry – angielsko-francuskiego samolotu o zmiennym skosie skrzydeł), wobec czego brytyjska British Aircraft Corporation (BAC) pozyskała partnerów w postaci niemieckiego Messerschmitt-Bölkow-Blohm, włoskiego Fiata oraz holenderskiego Fokkera. Spółkę tych firm pod nazwą Panavia Aircraft GmbH utworzono w 1969 r. Planowano wytwarzać dwie wersje samolotu: jednomiejscową dla Luftwaffe, lotnictwa włoskiego AMI i holenderskiego KLu oraz dwumiejscową dla RAF-u i niemieckiego lotnictwa morskiego Marineflieger. Docelowo planowano wyprodukować około 900 egzemplarzy wszystkich wersji. Budową silnika dla przyszłego samolotu zajęło się konsorcjum przedsiębiorstw: brytyjski Rolls-Royce, niemiecki MTU i włoski FIAT. W trakcie prac z konsorcjum Panavia wycofali się Holendrzy, a Fiata zastąpiła włoska firma Alenia (dawniej Aeritalia).
W trakcie prac okazało się, że systemy awioniki i uzbrojenia są na tyle skomplikowane, iż samolot musi być obsługiwany przez dwóch członków załogi. Zarzucono prace nad wersją jednomiejscową, a Luftwaffe i AMI zamówiły wersję dwumiejscową.
Oblot prototypu odbył się 14 sierpnia 1974 roku w Manching w Niemczech. W lipcu 1976 roku rządy Wielkiej Brytanii, RFN i Włoch podpisały umowę o produkcji 809 sztuk samolotów Tornado. 644 maszyny miały zostać wykonane w wersji uderzeniowej, z czego RFN miała otrzymać 324 egzemplarze, Wielka Brytania – 200, zaś Włochy – 100. 165 sztuk wersji myśliwskiej Tornado ADV (Air Defence Variant) zostało zamówionych przez Wielką Brytanię (oznaczone Tornado F.3). Pierwsze seryjne Tornado dla Wielkiej Brytanii zostały wyprodukowane w 1979 roku, 5 czerwca 1979 roku RAF otrzymał pierwszy samolot w wersji uderzeniowej, zaś pierwszy dywizjon RAF uzbrojony w Tornado osiągnął gotowość bojową 1 lipca 1982 roku.
Pierwsze użycie bojowe samolotów tego typu nastąpiło podczas operacji „Pustynna Burza” (maszyny te należały do RAF-u oraz do lotnictwa włoskiego). Uderzeniowe Tornada RAF-u wykonywały najtrudniejsze zadania uderzeniowe na silnie bronione obiekty położone na głębokim zapleczu przeciwnika – lotniska, mosty, centra łączności i dowodzenia. Wraz z amerykańskimi F-15E Strike Eagle uczestniczyły również w polowaniu na ruchome wyrzutnie pocisków balistycznych Scud. W trakcie walk od ognia irackiej obrony przeciwlotniczej utracono 6 maszyn.
Po wprowadzeniu samolotu do służby, współpraca międzynarodowa w obrębie projektu trwała nadal w postaci centrum szkoleniowego w bazie RAF Cottesmore w Anglii. Samoloty były produkowane na użytek krajów biorących udział w projekcie, a także dla sił powietrznych Arabii Saudyjskiej, które zakupiły 96 Tornado IDS i 24 ADV. Oman planował zakup ośmiu Tornad ADV, ale z zakupu wycofano się w 1992 roku. Szturmowe Panavia Tornado nadal znajduje się w służbie RAF, Luftwaffe, AMI i lotnictwa Arabii Saudyjskiej. Krótka seria produkcyjna i wyrafinowane wyposażenie sprawiły, że samolot jest kosztowny w eksploatacji. Do 2009 Wielka Brytania wycofała większość Tornad F.3, pozostawiając w linii jedną eskadrę, którą rozformowano 22 marca 2011. Z trzech eskadr RAF-u latających na Tornadach w wersji szturmowej zakończenie służby jednej z nich zaplanowano na rok 2018, a pozostałych dwóch – na rok 2019. Zgodnie z tym planem ostatni lot bojowy Tornad RAF-u odbył się 31 stycznia 2019 roku z RAF Akrotiri w ramach operacji „Shader”.
Pozostali użytkownicy również planują stopniowe wycofywanie ze służby Tornad, które zostaną zastąpione nowszymi samolotami. Airbus rozpoczął już wstępne prace nad samolotem, który miałby zastąpić Tornada służące w Luftwaffe. Wstępne założenia odnośnie do tej przyszłościowej maszyny zakładają wprowadzenie jej do służby liniowej w roku 2035.

## Wersje
- GR.1 – wersja szturmowa dla RAF-u, 229 sztuk (51 treningowych).
- GR.1A – wersja rozpoznawcza z głowicą na podczerwień zamiast działka, 14 nowych i 16 przebudowanych GR.1.
- GR.1B – wersja przeciwokrętowa przenosząca pocisk Sea Eagle, dla zastąpienia Blackburnów Buccaneerów, przebudowano 26 GR.1.
- GR.4 – modernizacja i odmłodzenie przeprowadzane w latach 1996–2003, silniki Turbo-Union RB199-34R Mk 103, 142 przebudowane GR.1.
- GR.4A – wersja rozpoznawcza z głowicą na podczerwień zamiast działka, 5 nowych i 25 przebudowanych GR.1A.
- F.2 – myśliwiec przechwytujący dla RAF-u, wersja wyjściowa, 18 sztuk.
- F.3 – wersja seryjna, silniki Turbo-Union RB199-34R Mk 104, 179 sztuk (52 treningowe) oraz 14 przebudowanych F.2, w 2003 część doposażono w pociski ALARM.
- ADV – oznaczenie producenta dla F.3 dla Arabii Saudyjskiej, 24 sztuki (6 treningowych).
- IDS – wersja szturmowa, 359 sztuk dla Niemiec (w tym 127 szturmowych, 55 treningowych i 35 ECR dla Luftwaffe oraz 100 szturmowych i 12 treningowych dla Marineflieger), 99 (12 treningowych) dla Włoch, 96 (24 treningowe) dla Arabii Saudyjskiej[7].
- ECR – wersja rozpoznawcza i przełamywania obrony przeciwlotniczej (SEAD), 35 nowych dla Niemiec z silnikami RB199 Mk.105, z wbudowanym systemem obserwacyjnym, bez działek, 16 przebudowanych IDS dla Włoch (oryginalne silniki i działko, podwieszany zasobnik rozpoznawczy RecceLite), pociski AGM-88 HARM.
- RET (Retro Enabling Task) – włoska modernizacja typu Mid-life upgrade, w odmianach RET6 (18 IDS od 2004), 7 (15 IDS od 2010) i 8 (15 ECR, 10 IDS od 2013), integracja z GBU-39 SDB i AGM-88E AARGM oraz zasobnikiem RecceLite, modernizacja awioniki.

## Użytkownicy
Królewskie Saudyjskie Siły Powietrzne81 IDS (dostarczono 96 IDS i 24 ADV)
 Luftwaffe i Marineflieger64 IDS, 29 ECR (dostarczono 324 IDS i 35 ECR)
 Aeronautica Militare57 IDS, 16 ECR (dostarczono 100 IDS, 16 przebudowano do ECR)
Włochy wykorzystywały 24 wypożyczone brytyjskie Tornado F.3, dla zastąpienia F-104ASA z powodu opóźnienia dostaw Eurofighter Typhoon, dostarczono je między 1995 i 1997 a zwrócono 2003-2004.

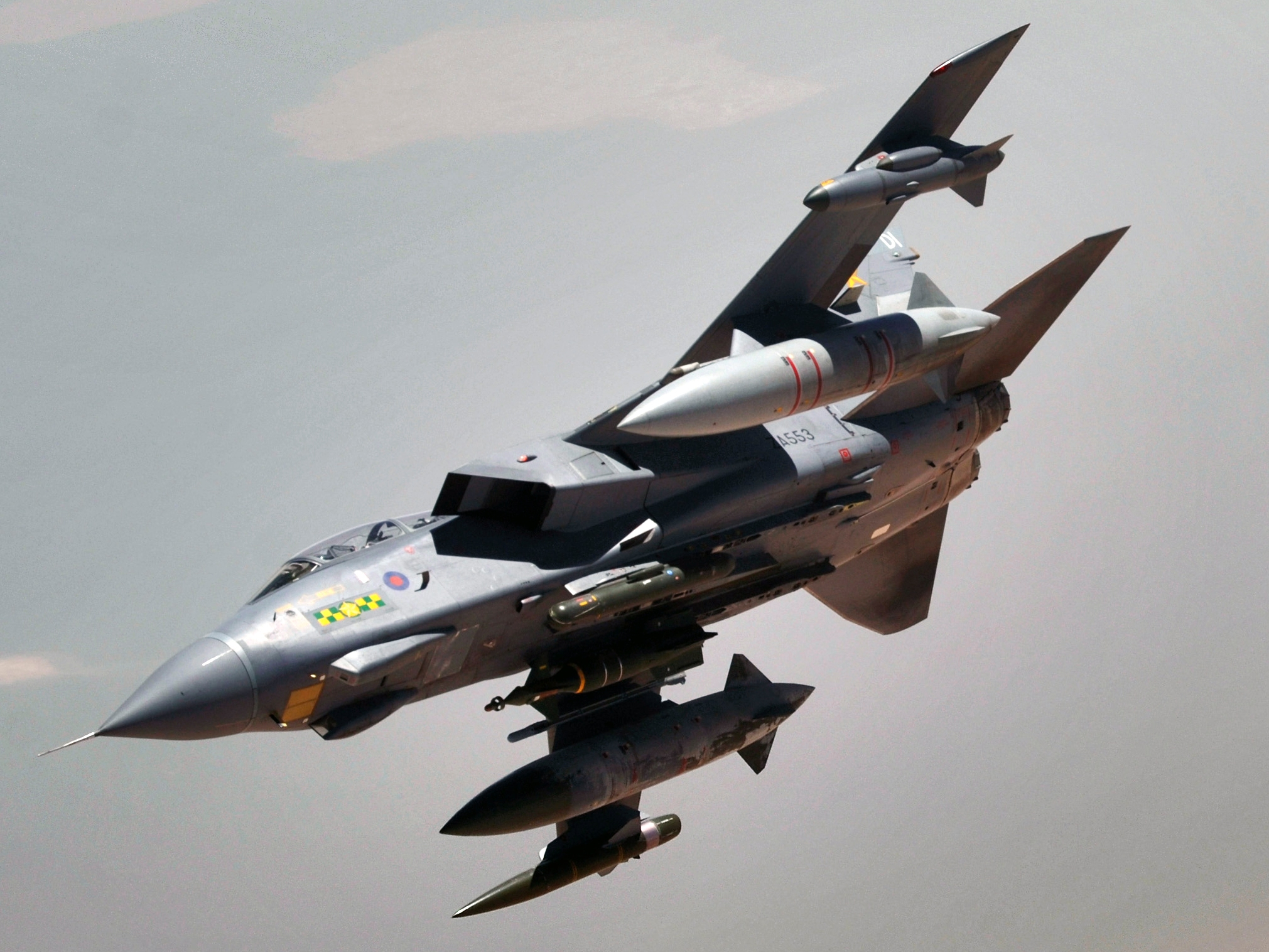
Tornado GR.4
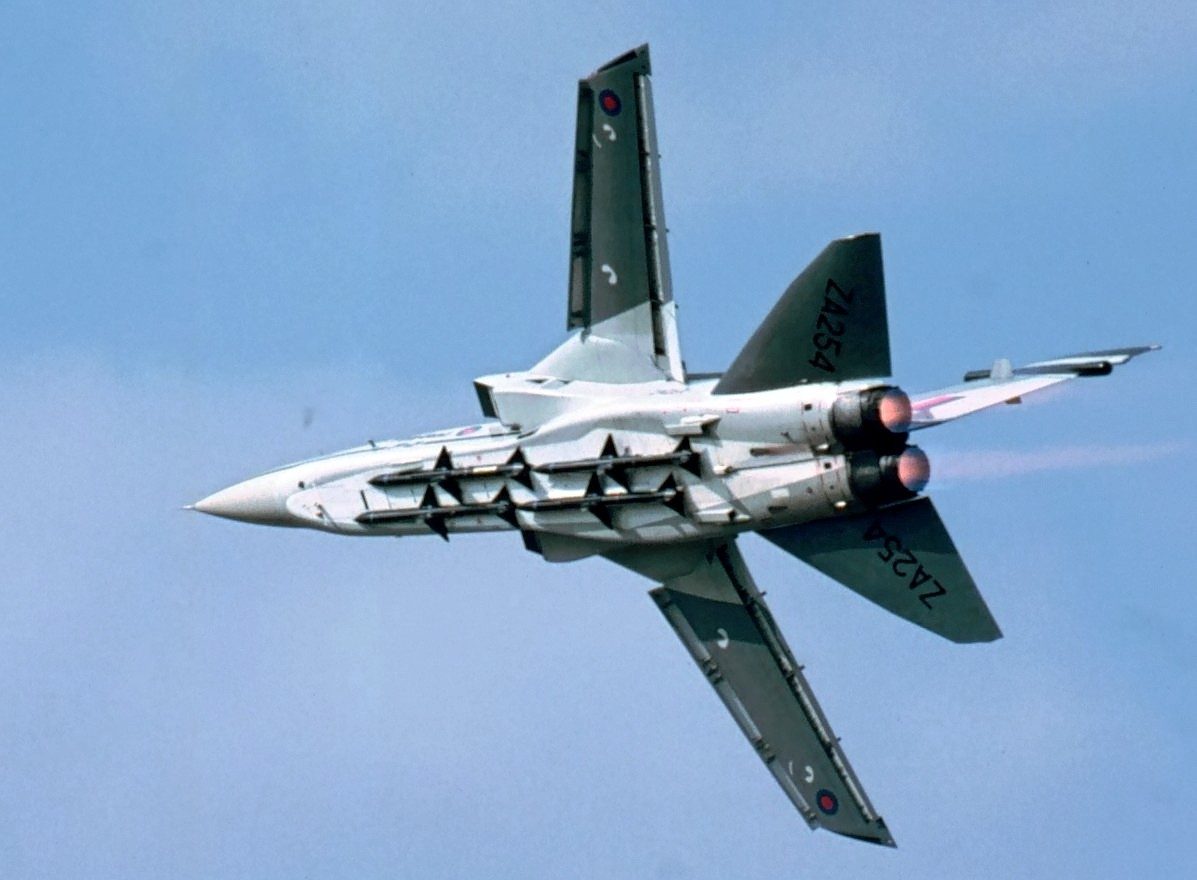
Tornado F.3
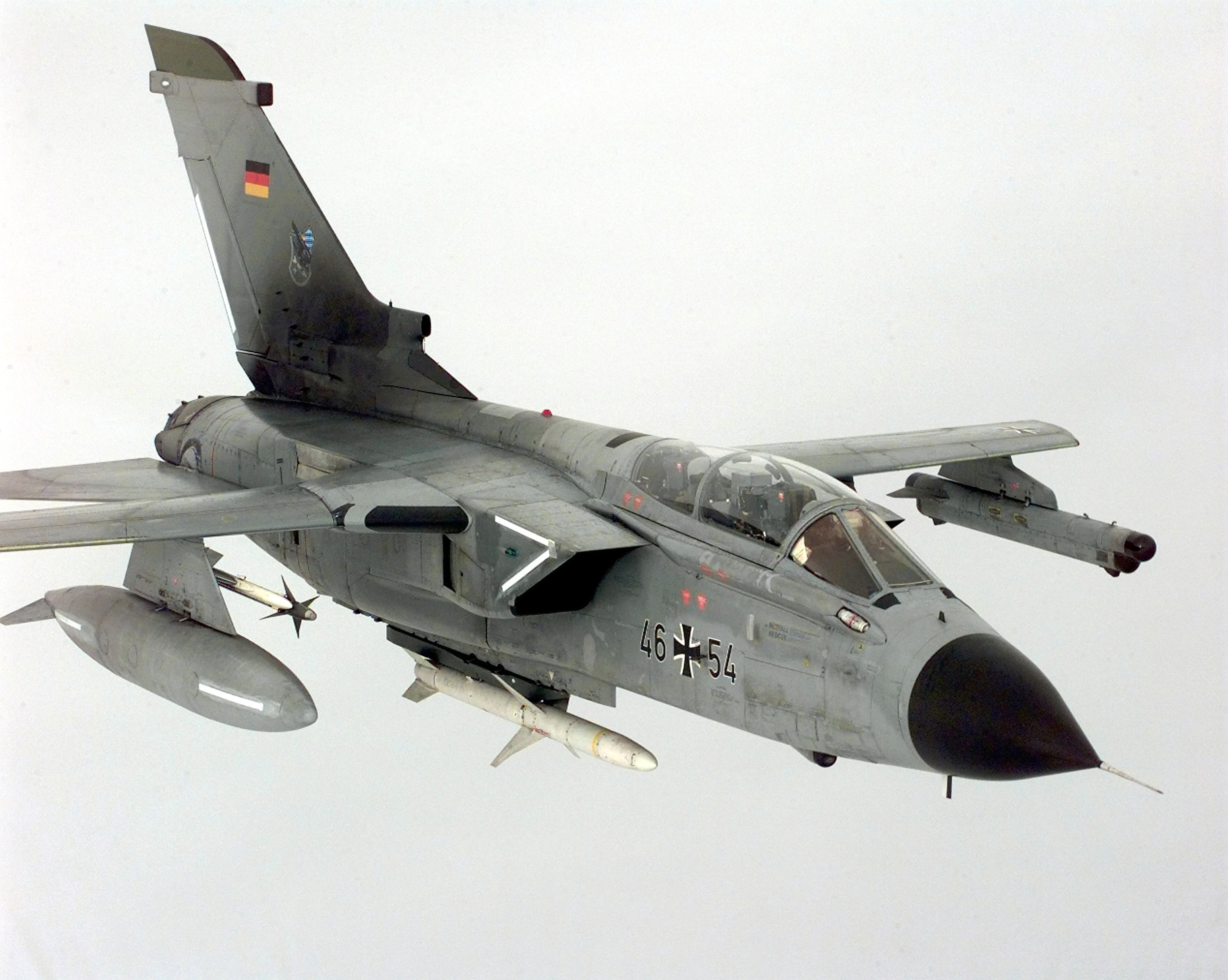
Tornado ECR